# Lapche Kang II
Der Lapche Kang II (auch Labuche Kang II oder Lobuche Kang II oder Choksiam II) ist ein vergletscherter Berg im Himalaya im Autonomen Gebiet Tibet.
Der pyramidenförmige Berg besitzt eine Höhe von 7072 m. Er befindet sich im Lapche Himal an der Grenze der beiden Kreise Nyalam und Tingri. Der Lapche Kang I (7367 m) erhebt sich 2,88 km weiter östlich. Das 6952 m hohe Bergmassiv Colangma liegt 3,75 km westnordwestlich. Vom Lapche Kang II strömt ein Gletscher in nördlicher Richtung zum 6 km entfernten Hochgebirgssee Colangma.
Die Erstbesteigung gelang am 30. April 1995 einer schweizerischen Expedition des Schweizer Alpen-Clubs (Christian Meillard, Thierry Bionda und André Müller). Die Aufstiegsroute führte über den 6300 m hohen Sattel zwischen Lapche Kang I und Lapche Kang II und über den Ostgrat hinauf zum Gipfel. Die weiteren Expeditionsteilnehmer folgten wenige Tage später – Simon Perritaz, André Geiser und Pierre Robert am 2. Mai sowie Dominique Gouzi, Carole Milz, Heinz Hügli und Doris Lüscher am 5. Mai.